# Liste des épisodes de My Teen Romantic Comedy is Wrong as I Expected
Cet article est un complément de l’article sur la franchise My Teen Romantic Comedy is Wrong as I Expected. Il contient la liste des épisodes de la série télévisée d'animation.

## My Teen Romantic Comedy SNAFU
| No | Titre français                                                                       | Titre japonais                                                         | Titre japonais                                                                         | Date de 1re diffusion |
| No | Titre français                                                                       | Kanji                                                                  | Rōmaji                                                                                 | Date de 1re diffusion |
| --- | ------------------------------------------------------------------------------------ | ---------------------------------------------------------------------- | -------------------------------------------------------------------------------------- | --------------------- |
| 1 | Ainsi débuta leur absurde jeunesse.                                                  | こうして彼らのまちがった青春が始まる。                                 | Kōshite karera no machigatta seishun ga hajimaru.                                      | 5 avril 2013          |
| [Light Novel Vol.1 Ch. 1-2-3] — À la suite du rendu d’un devoir des plus dérangeants, Hachiman, un lycéen plutôt taciturne, se retrouve convoqué par sa professeur, Mlle Hiratsuka. Cette dernière, excédée, décide de punir le lycéen en le forçant à intégrer le club dirigé par Yukino, la « vedette » du lycée...                                                       |                                                                                      |                                                                        |                                                                                        |                       |
| 2 | Chacun éprouve sûrement des tracas du même acabit.                                   | きっと、誰しも等し並みに悩みを抱えている。                             | Kitto, dareshimo hitoshinami ni nayami o kakaete iru.                                  | 12 avril 2013         |
| [Light Novel Vol.1 Ch. 4-5] — À la suite de sa récente amitié avec Yukino, Yui décide de s’affirmer auprès de ses anciens amis. Quelque temps plus tard, Hachiman découvre Yukino et Yui apeurées devant la porte du local du club d’assistance. Ces dernières lui avouent être terrifiées par un intrus...                                                                 |                                                                                      |                                                                        |                                                                                        |                       |
| 3 | Le dieu des comédies d'amour est parfois clément.                                    | たまにラブコメの神様はいいことをする。                                 | Tamani Rabu Kome no kami-sama wa iikoto o suru.                                        | 19 avril 2013         |
| [Light Novel Vol.1 Ch. 6-7] — Saika, qui fait partie de la même classe que Hachiman, demande à celui-ci d’intégrer son club de tennis pour le faire progresser. Hachiman accepte dans l’optique de s’échapper du club d’assistance, mais rien ne va se passer comme prévu...                                                                                                |                                                                                      |                                                                        |                                                                                        |                       |
| 4 | En fin de compte, il y a peu d'amis.                                                 | つまり、彼は友達が少ない。                                             | Tsumari, kare wa tomodachi ga sukunai.                                                 | 26 avril 2013         |
| [Light Novel Vol.2 Ch. 1-2-3] — Yui reçoit un étrange mail qui se révèle faire partie d’une chaîne visant à entacher la réputation des trois amis de Hayato. Ce dernier se présente d’ailleurs au club d’assistance afin que ses membres règlent cette affaire gênante. Après des recherches infructueuses de la part de Yui, Hachiman décide de mener sa propre enquête... |                                                                                      |                                                                        |                                                                                        |                       |
| 5 | Et il retourna à son point de départ.                                                | またしても、彼は元来た道へ引き返す。                                   | Mata shite mo, kare wa moto kita michi e hikikaesu.                                    | 3 mai 2013            |
| [Light Novel Vol.2 Ch. 4-5] — Komachi est consulté par un ami du nom de Taishi qui s’inquiète du brusque changement d’attitude de sa sœur aînée. Apprenant que la jeune fille est dans la classe de Yui et Hachiman, Yukino décide de tout faire pour la remettre dans le droit chemin...                                                                                   |                                                                                      |                                                                        |                                                                                        |                       |
| 6 | Leur préambule se termine enfin.                                                     | ようやく彼と彼女の始まりが終わる。                                     | Yōyaku kare to kanojo no hajimari ga owaru.                                            | 10 mai 2013           |
| [Adaptation partielle du Vol.3] — Depuis le choc qu’elle a reçu à la suite des paroles de Hachiman, Yui ne passe plus au club d’assistance. Inquiète de cette absence et désireuse de prouver sa gratitude à son amie, Yukino demande à Hachiman de l’accompagner pour choisir un cadeau d’anniversaire à Yui...                                                            |                                                                                      |                                                                        |                                                                                        |                       |
| 7 | Quoi qu'il en soit, en été, on devrait se reposer.                                   | ともあれ、夏休みなのに休めないのは何かおかしい。                       | Tomoare, natsuyasuminanoni yasumenai no wa nanikaokashii.                              | 17 mai 2013           |
| [Light Novel Vol.4 Ch. 1 à 5] — Hachiman reçoit un mail de Mlle Hiratsuka alors qu’il joue bien tranquillement à la console sur son canapé. Bien déterminé à profiter oisivement de ses vacances, il décide d’ignorer cette dernière. C’était sans compter sur l’opiniâtreté et la ruse de son professeur...                                                                |                                                                                      |                                                                        |                                                                                        |                       |
| 8 | Ils finiront par apprendre la vérité.                                                | いずれ彼ら彼女らは真実を知る。                                         | Izure karera kanojora wa shinjitsu o shiru.                                            | 24 mai 2013           |
| [Light Novel Vol.1 Ch. 6-7-8] — Hachiman poursuit son « stage » en colonie de vacances. Apprenant que les écoliers assisteront à un test de courage avant le feu de camp, le lycéen décide d’en profiter pour agir à sa manière pour Rumi. Le groupe de filles qui a choisi de la mettre de côté est loin de se douter qu’il s’apprête à vivre une terrible épreuve...      |                                                                                      |                                                                        |                                                                                        |                       |
| 9 | Et il retourna à son point de départ une troisième fois.                             | 三度、彼は元来た道へ引き返す。                                         | Mitabi, kare wa moto kita michi e hikikaesu.                                           | 31 mai 2013           |
| [Light Novel Vol.5 Ch. 5-6-8] — Pour remercier Hachiman et Komachi qui ont eu la gentillesse de garder son chien, Yui décide de les inviter au prochain feu d’artifice. Prévenante, Komachi décline l’invitation et pousse son frère à accompagner seul sa camarade de classe...                                                                                            |                                                                                      |                                                                        |                                                                                        |                       |
| 10 | Une fête carnavalesque approche, mais leur distance reste la même.                   | 依然として彼らの距離は変わらずに、祭りはもうすぐカーニバる。           | Izentoshite karera no kyori wa kawarazu ni, matsuri wa mōsugu Kānibaru.                | 7 juin 2013           |
| [Light Novel Vol.6 Ch. 1 à 5] — Hachiman se retrouve contre son gré dans le comité exécutif qui se charge de préparer la fête du lycée. Sagami est nommée chef de ce comité, mais prétextant manquer de confiance, se décharge de toutes ses tâches sur Yukino qui accepte sans broncher...                                                                                 |                                                                                      |                                                                        |                                                                                        |                       |
| 11 | Puis, chaque rideau se leva pour la plus festivalesque des fêtes.                    | そして、それぞれの舞台の幕が上がり、祭りは最高にフェスティバっている。 | Soshite, sorezore no butai no maku ga agari, matsuri wa saikō ni Fesutiba tte iru.     | 14 juin 2013          |
| [Light Novel Vol.6 Ch. 6-7] — À cause de l’attitude désinvolte de Minami et du coup de fatigue de Yukino, les préparatifs du festival de Sôbu ont pris du retard. Pour remédier au problème, Hachiman endosse le mauvais rôle pour remobiliser l’intégralité du comité...                                                                                                   |                                                                                      |                                                                        |                                                                                        |                       |
| 12 | Et ainsi persista leur absurde jeunesse.                                             | こうして、彼と彼女と彼女の青春はまちがい続ける。                       | Kōshite, kare to kanojo to kanojo no seishun wa machigai tsuzukeru.                    | 21 juin 2013          |
| [Light Novel Vol.6 Ch. 8-9-10] — Le festival du lycée touche bientôt à sa fin, mais Minami, qui doit clôturer la fête, est introuvable. Yukino décide de gagner le plus de temps possible afin que Hachiman retrouve le chef du comité... |                                                                                      |                                                                        |                                                                                        |                       |
| 13 | Ainsi, leur fête ne connaîtra jamais de fin.                                         | だから、彼らの祭りは終わらない。                                       | Dakara, karera no matsuri wa owaranai.                                                 | 28 juin 2013          |
| C’est la fête du sport au lycée Sôbu. Pour sa dernière année, Meguri Shiromeguri a bien l’intention d’organiser un évènement mémorable et de gagner la traditionnelle compétition opposant les rouges aux blancs. En manque d’idées originales, elle décide de s’en remettre au club d’assistance... Note : Épisode original.                                               |                                                                                      |                                                                        |                                                                                        |                       |
| OAV | Tout ce que nous pouvons faire, c'est souhaiter qu'ils soient heureux dans l'avenir. | こちらとしても彼ら彼女らの行く末に幸多からんことを願わざるを得ない。   | Kochira toshite mo karera kanojora no yukusue ni sachiōkaran koto o negawazaru o enai. | 19 septembre 2013     |
| Note : Épisode original publié avec l'édition limitée du premier jeu. |                                                                                      |                                                                        |                                                                                        |                       |

## My Teen Romantic Comedy SNAFU TOO!
| No | Titre français                                                          | Titre japonais                                             | Titre japonais                                                                     | Date de 1re diffusion |
| No | Titre français                                                          | Kanji                                                      | Rōmaji                                                                             | Date de 1re diffusion |
| --- | ----------------------------------------------------------------------- | ---------------------------------------------------------- | ---------------------------------------------------------------------------------- | --------------------- |
| 1 | Personne ne sait pourquoi ils sont venus au club d'assistance.          | 何故、彼らが奉仕部に来たのか誰も知らない。                 | Naze, karera ga hōshi-bu ni kita no ka daremoshiranai.                             | 3 avril 2015          |
| Après les évènements du festival, l'ostracisation de Hachiman est plus marquée que jamais. Il devient même le sujet favori des blagues d'un ami de Hayato. Cependant, tout pourrait changer quand ce même ami vient demander l'aide du club d'assistance pour faire sa déclaration à une camarade. Avec le voyage scolaire à Kyôto qui se profile, la situation est propice aux rapprochements des uns et des autres ! |                                                                         |                                                            |                                                                                    |                       |
| 2 | Leurs déclarations n'ont pas été entendues.                             | 彼と彼女の告白は誰にも届かない。                           | Kare to kanojo no kokuhaku wa darenimo todokanai.                                  | 10 avril 2015         |
| Le voyage scolaire à Kyôto se poursuit et les membres du club d'assistance ont toujours deux missions à mener à bien : resserer les liens entre les garçons et aider Tobe à déclarer ses sentiments à Ebina. Mais il semblerait que certains opposent des résistances à l'accomplissement de ces missions et, comme d'habitude, tout le monde se tourne vers Hachiman pour régler les problèmes... |                                                                         |                                                            |                                                                                    |                       |
| 3 | Silencieusement, Yukino Yukinoshita forge sa détermination.             | 静かに、雪ノ下雪乃は決意する。                             | Shizuka ni, Yukinoshita Yukino wa ketsui suru.                                     | 17 avril 2015         |
| Au retour du voyage scolaire à Kyôto, tout semble être revenu à la normale du côté du groupe de Hayama. Mais ce n'est pas le cas du club d'assistance. Yukino est toujours furieuse contre Hachiman et leurs relations sont de plus en plus tendues. Quand une élève vient demander l'aide du club d'assistance, la situation dégénère et une dispute éclate entre Yukino et Hachiman, définitivement hostiles aux méthodes de l'autre. Plus qu'un froid jeté sur le club d'assistance, c'est une véritable ère glaciaire qui s'annonce... |                                                                         |                                                            |                                                                                    |                       |
| 4 | Puis, Yuigahama fait une déclaration.                                   | そして、由比ヶ浜結衣は宣言する。                           | Soshite, Yuigahama Yui wa sengen suru.                                             | 24 avril 2015         |
| Hachiman est toujours chargé de trouver une solution au problème d'Iroha, mais une nouvelle requête vient alourdir son emploi du temps. Hayato le supplie de l'accompagner à un rendez-vous avec Orimoto et son amie, et Haruno ne laissera pas le pauvre Hachiman refuser. Le voilà donc parti pour une passionnante journée de shopping sous les piques d'Orimoto... |                                                                         |                                                            |                                                                                    |                       |
| 5 | Le parfum du thé a disparu de cette salle.                              | その部屋には、紅茶の香りはもうしない。                     | Sono heya ni wa, kōcha no kaori wa mō shinai.                                      | 1er mai 2015          |
| Les élections du conseil des élèves approchent, avec désormais trois candidates en lice : Iroha, qui ne veut pas vraiment être présidente, Yukino, qui s'est inscrite pour aider Iroha en prenant sa place, et Yui, qui participe pour que Yukino ne soit pas la victime expiatoire de ces élections. Hachiman doit donc trouver une solution qui règle le problème des trois jeunes filles, et il aura besoin pour cela de toute l'ingéniosité dont il pourra faire preuve.                                                               |                                                                         |                                                            |                                                                                    |                       |
| 6 | Sans obstacle, l'assemblée s'agite mais n'avance pas.                   | つつがなく、会議は踊り、されど進まず。                     | Tsutsuganaku, kaigi wa odori, saredo susumazu.                                     | 8 mai 2015            |
| La situation au club d'assistance s'est améliorée, mais on ne peut pas vraiment dire qu'elle soit revenue à la normale. Il s'agit plutôt d'un statu quo précaire, que chacun tente de préserver tout en redoutant les développements futurs. Alors quand Iroha revient demander de l'aide une nouvelle fois, Hachiman fait tout pour que le club d'assistance ne soit pas impliqué. Quitte à, comme toujours, prendre toutes les responsabilités...                                                                                        |                                                                         |                                                            |                                                                                    |                       |
| 7 | Pourtant, la farce quotidienne se poursuit dans cette pièce.            | されど、その部屋は終わらぬ日常を演じ続ける。               | Saredo, sono heya wa owaranu nichijō o enjitsudzukeru.                             | 15 mai 2015           |
| Noël approche. Certains font des listes de cadeaux, d'autres font leurs courses, et pour Iroha et Hachiman, le travail continue. Les réunions s'enchaînent sur les brainstormings pour la fête de Noël, et tous les efforts de Hachiman pour parvenir à concrétiser l'évènement semblent malheureusement vains. Qui plus est, son rôle glisse dangereusement de soutien à la présidente à président officieux. Voilà une situation problématique de plus à corriger pour notre anti-héros...                                               |                                                                         |                                                            |                                                                                    |                       |
| 8 | Et pourtant, Hachiman Hikigaya…                                         | それでも、比企谷八幡は。                                   | Soredemo, Hikkigaya Hachiman wa.                                                   | 22 mai 2015           |
| La situation semble aller de mal en pis pour Hikigaya. Après sa conversation avec Yukinoshita, tout est encore plus compliqué dans sa tête, aussi bien pour trouver une solution au problème d'Iroha que pour résoudre les déboires liés au club. Une franche discussion avec le professeur Hiratsuka lui apportera peut-être les indices qui lui font défaut... |                                                                         |                                                            |                                                                                    |                       |
| 9 | Puis, Yukino Yukinoshita…                                               | そして、雪ノ下雪乃は。                                     | Soshite, Yukinoshita Yukino wa.                                                    | 29 mai 2015           |
| Maintenant que les membres du club d'assistance ont réussi à exprimer leurs sentiments et régler leurs différends, il est temps de s'atteler à la tâche de la fête de Noël... ou presque. Lorsqu'ils vont demander conseil à Mlle Hiratsuka, Hachiman, Yukino, Yui et Iroha se voient offrir des tickets d'entrée pour un parc d'attractions. En pleine période de Noël, les voilà donc partis pour une "étude de terrain", avec quelques surprises...                                                                                     |                                                                         |                                                            |                                                                                    |                       |
| 10 | Ce que la lueur au creux des mains de chacun éclaire.                   | それぞれの、掌の中の灯が照らすものは。                     | Sorezore no, tenohira no naka no akari ga terasu mono wa.                          | 5 juin 2015           |
| Sur le chemin du retour du parc d'attractions, Hachiman doit faire face à Hayato et essayer de consoler le cœur brisé d'Iroha. Par ailleurs, le conseil est maintenant au pied du mur concernant la fête de Noël. Hachiman prend donc les choses en main et essaie de bousculer un peu la force d'inertie des réunions, avec l'aide de la franchise légendaire de Yukino et de l'enthousiasme conciliant de Yui. L'équipe de choc est enfin de retour.                                                                                     |                                                                         |                                                            |                                                                                    |                       |
| 11 | Hayato Hayama répond toujours aux attentes.                             | いつでも、葉山隼人は期待に応えている。                     | Itsudemo, Hayama Hayato wa kitai ni kotae te iru.                                  | 12 juin 2015          |
| La fin de l'année scolaire approche pour nos héros, qui doivent commencer à penser à leur future orientation. Malheureusement, ce genre de choix induit toujours des séparations au sein des groupes d'amis, ce qui n'est pas du goût de tous. Le club d'assistance se retrouve donc assez rapidement à enquêter sur certains, afin de découvrir quelle est l'orientation qu'ils ont choisie. |                                                                         |                                                            |                                                                                    |                       |
| 12 | Les réponses et l'authenticité restent hors de portée.                  | 未だ、彼の求める答えには手が届かず、本物はまちがい続ける。 | Imada, kare no motomeru kotae ni wa te ga todoka zu, honmono wa machigaitsuzukeru. | 19 juin 2015          |
| Après Noël et le jour de l'an, le prochain évènement est la fameuse Saint-Valentin. À cette occasion, plusieurs jeunes filles viennent trouver le club d'assistance pour leur demander de l'aide dans la confection de chocolats faits-maison. Cependant, celles qui souhaitent offrir le produit de leurs efforts au populaire Hayato sont bien déçues lorsque celui-ci annonce qu'il n'acceptera aucun chocolat à cette occasion. Il revient donc à Hikigaya et à ses camarades de trouver une solution qui satisfasse tout le monde.    |                                                                         |                                                            |                                                                                    |                       |
| 13 | Le printemps éclot toujours sous un manteau de neige.                   | 春は、降り積もる雪の下にて結われ、芽吹き始める。           | Haru wa, furitsumoru yukinoshita nite yuware, mebukihajimeru.                      | 26 juin 2015          |
| Les piques de Haruno envers Yukino se font de plus en plus mordantes et leur mère a de plus exigé qu'elles cohabitent pendant un certain temps. Devant la détresse de son amie, Yui propose à Yukino de dormir chez elle. Le lendemain, elle embarque Hachiman et Yukino dans un rendez-vous à trois... Sont-ce les derniers moments du trio tel que nous le connaissons ? |                                                                         |                                                            |                                                                                    |                       |
| OAV | Les filles sont sûrement faites de sucre, d'épices et de jolies choses. | きっと、女の子はお砂糖とスパイスと素敵な何かでできている。 | Kitto, onnanoko wa osatō to Supaisu to sutekina nanika de dekite iru.              | 27 octobre 2016       |
| Note : Publié avec l'édition limitée du second jeu. Adaptation d'une histoire centrée sur le personnage d'Iroha Isshiki publiée dans le roman 10.5. |                                                                         |                                                            |                                                                                    |                       |

## My Teen Romantic Comedy SNAFU Climax
| No | Titre français                                               | Titre japonais                                     | Titre japonais                                             | Date de 1re diffusion |
| No | Titre français                                               | Kanji                                              | Rōmaji                                                     | Date de 1re diffusion |
| --- | ------------------------------------------------------------ | -------------------------------------------------- | ---------------------------------------------------------- | --------------------- |
| 1 | Les saisons passent, la neige fond.                          | やがて、季節は移ろい、雪は解けゆく。               | Yagate, kisetsu wa utsuroi, yuki wa toke yuku.             | 10 juillet 2020       |
| Nous retrouvons Hachiman, Yukino et Yui là où nous les avons laissés il y a quatre ans. Difficile de se comprendre si on ne dit pas les choses à voix haute. Quand bien même, parfois cela ne suffit pas. Toujours est-il que Yukino a gardé trop de choses en elle et doit aujourd'hui faire face à ses émotions. |                                                              |                                                    |                                                            |                       |
| 2 | Je n'ai jamais touché ce verrou jusqu'à aujourd'hui.         | 今日まで、その鍵には一度も触れたことがない。       | Kyō made, sono kagi ni wa ichi domo fureta koto ga nai.    | 17 juillet 2020       |
| Yukino a pris sa décision et est prête à affronter sa mère pour lui parler ouvertement de son avenir. Mais elle aura besoin du soutien de ses amis, ainsi que du soutien inattendu de sa sœur, Haruno. Mais pour le moment, l'activité du club continue et Iroha vient leur demander leur aide pour organiser un bal de promo au lycée. |                                                              |                                                    |                                                            |                       |
| 3 | Iroha Isshiki est bien la plus forte des cadettes.           | やはり、一色いろはは最強の後輩である。             | Yahari, Isshiki Iroha wa saikyō no kōhai de aru.           | 24 juillet 2020       |
| Iroha se lance dans l'organisation d'un bal de promo pour cette année, avec le soutien de Yukino. Mais elle a tendance à peut-être trop s'appuyer sur les autres, et Yukino est tellement obstinée qu'elle ne compte pas ses heures. L'annonce du bal fait déjà du bruit sur les réseaux sociaux, et une vidéo va être tournée pour promouvoir la fête. |                                                              |                                                    |                                                            |                       |
| 4 | Soudain, Yui Yuigahama songe à l'avenir.                     | ふと、由比ヶ浜結衣は未来に思いを馳せる。           | Futo, Yuigahama Yui wa mirai ni omoiwohaseru.              | 31 juillet 2020       |
| Alors que tout semble bien parti pour organiser le bal de promo cette année, la mère de Yukino intervient au nom de l'association des parents d'élèves pour demander l'annulation du bal. Selon certains parents, c'est encore trop tôt pour des lycéens de se livrer à ce jeu. Mais Yukino défend le projet et cherche une solution pour convaincre les parents d'élèves. Sauf que cette fois, elle doit se débrouiller seule.                                                 |                                                              |                                                    |                                                            |                       |
| 5 | Shizuka Hiratsuka repense au passé avec nostalgie.           | しみじみと、平塚静はいつかの昔を懐かしむ。         | Shimijimi to, Hiratsuka Shizuka no mukashi o natsukashimu. | 7 août 2020           |
| L'organisation du bal est menacée. Mlle Hiratsuka expose la situation à Hachiman, qui tient à aider Yukino, mais cette dernière au contraire refuse toute aide de sa part, craignant d'être dépendante de son soutien. Mais Hachiman sait comment la faire plier... |                                                              |                                                    |                                                            |                       |
| 6 | Hachiman Hikigaya reprend son discours.                      | あらためて、比企谷八幡はかたりかける。             | Aratamete, Hikigaya Hachiman yahata wa katarikakeru.       | 14 août 2020          |
| Hachiman n'a pas réussi à convaincre Yukino de le laisser l'aider. Il va donc monter son propre projet de bal pour lui faire face. Son but est surtout de créer un leurre pour les parents d'élèves, et offrir un choix. Ainsi le premier projet de bal aurait plus de chances d'aboutir. Mais comment trouvera-t-il assez de monde pour l'aider à monter un faux projet pouvant être crédible ?                                                                                |                                                              |                                                    |                                                            |                       |
| 7 | Yui Yuigahama veille jusqu'à la fin.                         | 最後まで、由比ヶ浜結衣は見守り続ける。             | Saigo made, Yuigahama Yui wa Mimamoritsuzukeru.            | 21 août 2020          |
| Zaimokuza présente le club de jeu à Hachiman pour que ses membres l'aident à monter le dossier du faux bal de promo. Ces derniers ne sont pas faciles à convaincre, sauf si c'est Yui qui demande. Celle-ci propose d'ailleurs de voir les choses en plus grand. Hachiman et Yui décident donc d'étendre le projet aux lycées alentour, à commencer par le lycée Kaihin, avec lequel le lycée Sôbu a déjà organisé une fête de Noël. Mais les négociations s'annoncent rudes... |                                                              |                                                    |                                                            |                       |
| 8 | En espérant ne plus commettre d'erreur.                      | せめて、もうまちがえたくないと願いながら。         | Semete, mō machigaetakunai to negainagara.                 | 28 août 2020          |
| Le projet leurre de bal de Hachiman avance bien, et le site peut désormais être mis en ligne. Maintenant, il faut que les parents d'élèves tombent dessus. Mais c'est au moment où la mère de Yukinoshita vient au lycée pour parler au responsable du site que les dés sont jetés. Tout va se jouer maintenant... |                                                              |                                                    |                                                            |                       |
| 9 | Cette odeur nous rappellera sûrement une saison.             | きっと、その香りをかぐたびに、思い出す季節がある。 | Kitto, sono kaori o kagu tabi ni, omoidasu kisetsu ga aru. | 4 septembre 2020      |
| Finalement et grâce à l'intervention de Hachiman, le projet de bal est toujours de rigueur. Mais l'atmosphère n'est plus la même entre Yukino et lui. Les saisons passent et les relations évoluent. C'est bientôt la fin de l'année scolaire, il est temps de dire au revoir aux élèves de terminale. |                                                              |                                                    |                                                            |                       |
| 10 | Shizuka Hiratsuka fait vaillamment un pas en avant.          | 颯爽と、平塚静は前を歩く。                         | Sassō to, Hiratsuka sei wa mae o aruku.                    | 11 septembre 2020     |
| Les répétitions pour le bal ont lieu. Hachiman et Yui sont venus aider. Tout se déroule pour le mieux, même la mère de Yukino semble convaincue, tout du moins en apparence. Mais Haruno jette de l'huile sur le feu en forçant sa petite sœur à parler de ses souhaits d'avenir à leur mère.. |                                                              |                                                    |                                                            |                       |
| 11 | Les sentiments passent par la chaleur perçue.                | 想いは、触れた熱だけが確かに伝えている。           | Omoi wa, fureta netsu dakega tashikani tsutaeteiru.        | 18 septembre 2020     |
| Après avoir pris divers détours et n’être finalement arrivé nulle part, il est à présent temps de se dire les choses. Mais pour Hachiman, rien n'est plus difficile. Le jeune adolescent a bien du mal à mettre des mots sur ses sentiments. Sur un conseil de Mlle Hiratsuka, il décide donc de se faire comprendre par ses actes plutôt que par ses paroles... |                                                              |                                                    |                                                            |                       |
| 12 | Ma comédie romantique d'adolescent est bien une erreur.      | やはり俺の青春ラブコメはまちがっている。           | Yahari ore no seishun Rabu Kome wa machigatteiru.          | 25 septembre 2020     |
| Pour prouver ses aptitudes à sa mère et sa sœur, Yukino a décidé d'aider Hachiman avec son projet de bal inter-lycées. Mais avec le budget quasi inexistant, le manque de main-d'œuvre et le temps qui leur est compté, le projet s'annonce plus que difficile. Malgré les difficultés, cette collaboration réussira peut-être à renouer le dialogue, voire plus. |                                                              |                                                    |                                                            |                       |
| OAV | Donc, l’adolescence ne s’arrête pas et la jeunesse continue. | だから、思春期は終わらずに、 青春は続いていく。    | Dakara, Shishunki wa Owarazu ni, Seishun wa Tsuzuiteiku.   | 27 avril 2023         |